# Gurgum királyainak listája
A Gurgum királyság az ókori Észak-Szíria és Anatólia határán fekvő egyik újhettita királyság az Eufrátesz mentén. Történelme és uralkodói csak külső forrásokból ismertek, leginkább az asszír évkönyvekből és Urartu királyainak évkönyveiből.
| Uralkodó                                 | Idő                                   | Megjegyzés                                                 |
| ---------------------------------------- | ------------------------------------- | ---------------------------------------------------------- |
| Asztuvaramanzasz (vagy Asztuvaramaisz)   | ?-?                                   |                                                            |
| (I.?) Muvatallisz                        |                                       |                                                            |
| (I.) Laramasz (vagy Laimasz)             |                                       |                                                            |
| Muvizisz (vagy Muvanzasz)                |                                       |                                                            |
| (I.?) Halparuntijasz (vagy Halparutiasz) | i. e. 858 előtt, majd i. e. 853 körül | valószínűleg azonos az Unkibeli Halparuntával (Qalparunda) |
| (II.) Muvatallisz                        | i. e. 855 – 830                       |                                                            |
| (II.) Halparuntijasz (vagy Qalparunda)   |                                       |                                                            |
| (II.) Laramasz (vagy II. Laimasz)        |                                       | III. Adad-nirári feliratai szerint Qalparunda fia          |
| (III.) Halparuntijasz                    |                                       |                                                            |
| Tarhulara                                | 743-ig                                | III. Tukulti-apil-ésarra idejében, Halparuntijasz fia      |
| Mutallu                                  |                                       | II. Sarrukínu idejében                                     |